# Sun Capital Partners
Sun Capital Partners est une société d'investissement américaine axée sur les acquisitions par emprunt, les capitaux propres, la dette, et encore d'autres investissements.
L'entreprise a investi dans plus de 330 entreprises dans le monde entier avec des ventes combinées de plus de 45 milliards de dollars depuis la création de Sun Capital en 1995 et possède des bureaux à Boca Raton, Los Angeles, New York, et des sociétés affiliées à Londres, Paris, Francfort, Luxembourg, Shanghaï et Shenzhen. Sun European Partners est la société qui fournit des services consultatifs sur les investissements établis en Europe à Sun Capital.

## Activités et investissements

### Commerce de détail
- American Golf

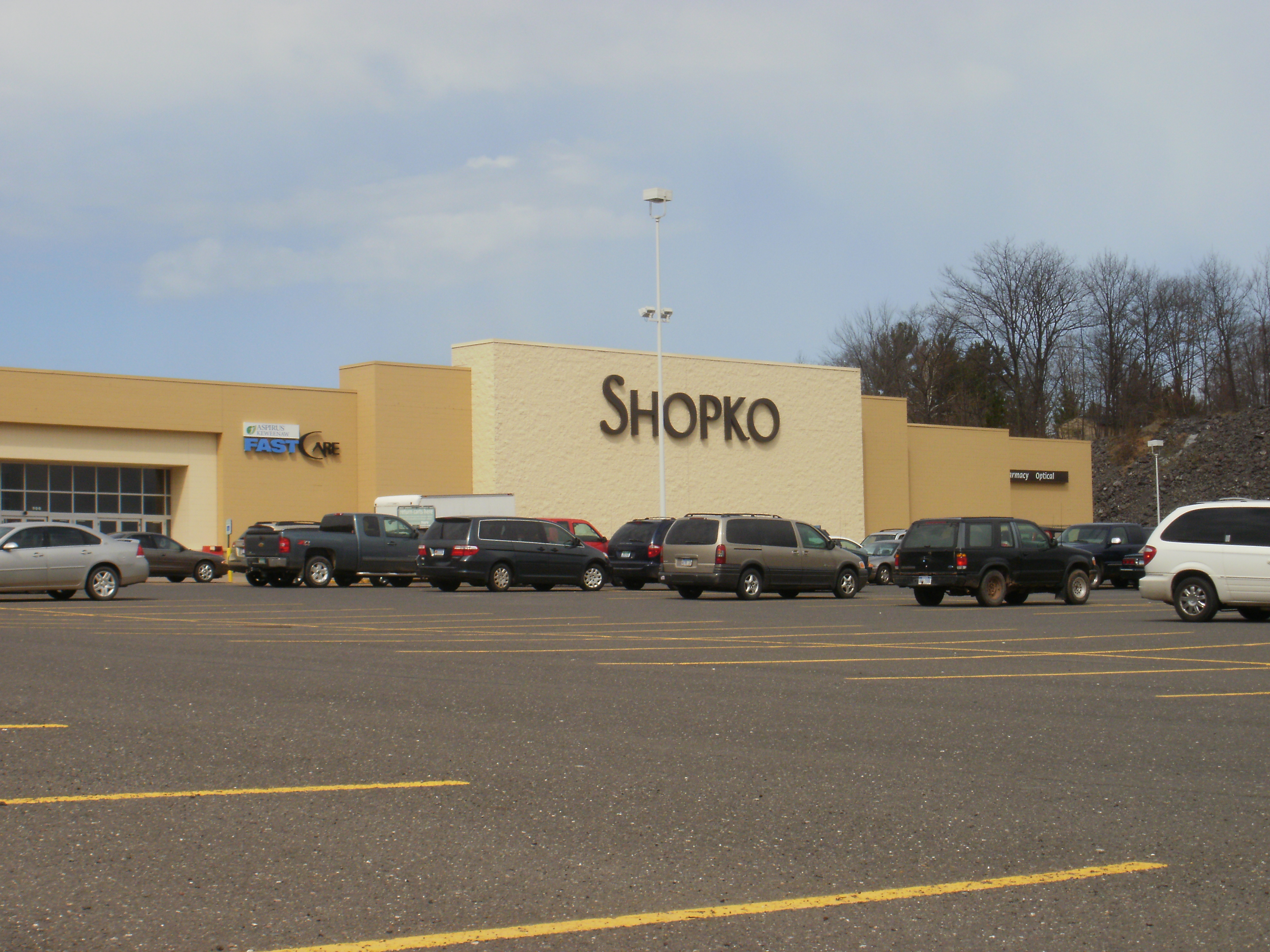
Un grand magasin de l'enseigne, à Houghton, Michigan aux États-Unis.

- Bonmarché (Royaume-Uni) : magasin de vêtements
- BTX Group (en)
- Dreams (en)
- Gem Shopping Network
- Gordmans (en)
- Heartland
- Hickory Farms (en)
- Jacques Vert (en) (Royaume-Uni) : magasins de vêtements
- Marsh (en) (États-Unis) : chaîne de supermarchés
- ScS Upholstery (Royaume-Uni)
- Sharps Bedrooms (en)
- Shopko (en) (États-Unis) : chaîne de grands magasins
- Souplantation (en) (États-Unis)
- The Limited (en) (États-Unis) : vêtements
- Vroom & Dreesman (Pays-Bas) : chaîne de grands magasins
- VPS Convenience (en) (États-Unis) : chaîne de supérettes

### Restauration

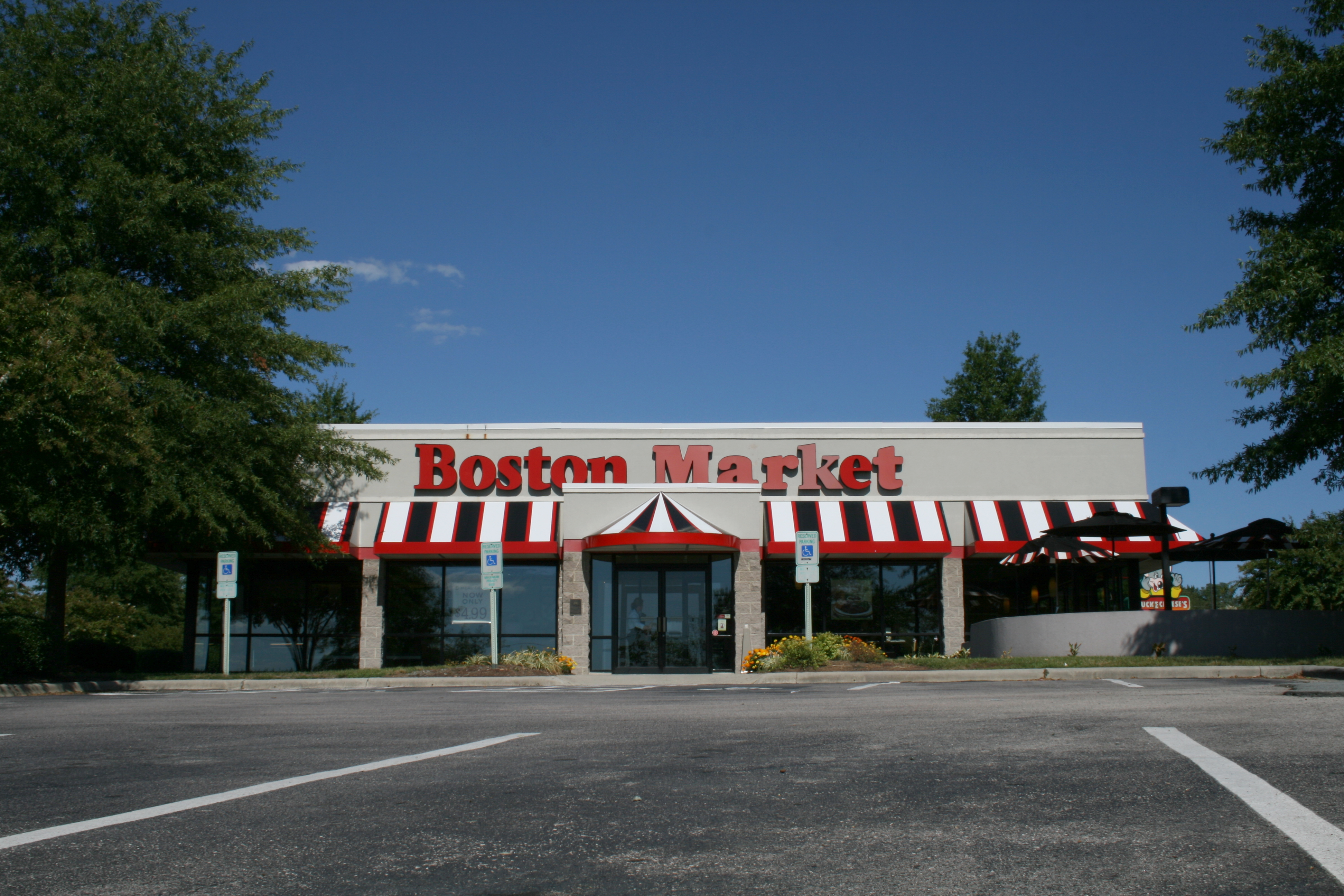
Un restaurant Boston Market à Durham en Caroline du Nord.

- Bar Louie Restaurants (en) (États-Unis) : chaîne de restaurants
- Boston Market (États-Unis) : chaîne de restaurants
- Chicago Leisure (États-Unis) : chaîne de restaurants
- Fazoli's (États-Unis) : chaîne de restaurants italiens
- Friendly's (en) (États-Unis) : chaîne de restaurants
- Garden Fresh (États-Unis) : chaîne de restaurants
- Johnny Rockets (États-Unis) : chaîne de restaurants
- La Place (Pays-Bas, Allemagne, Belgique) : chaîne de restaurants
- Restaurants Unlimited (États-Unis) : chaîne de restaurants
- Smokey Bones (en) (États-Unis) : chaîne de restaurants

### Biens de consommation
- American Recreation Products
- Creekstone Farms (en)
- DBApparel
- Famosa
- Flavor 1st
- Kellwood Company (en)

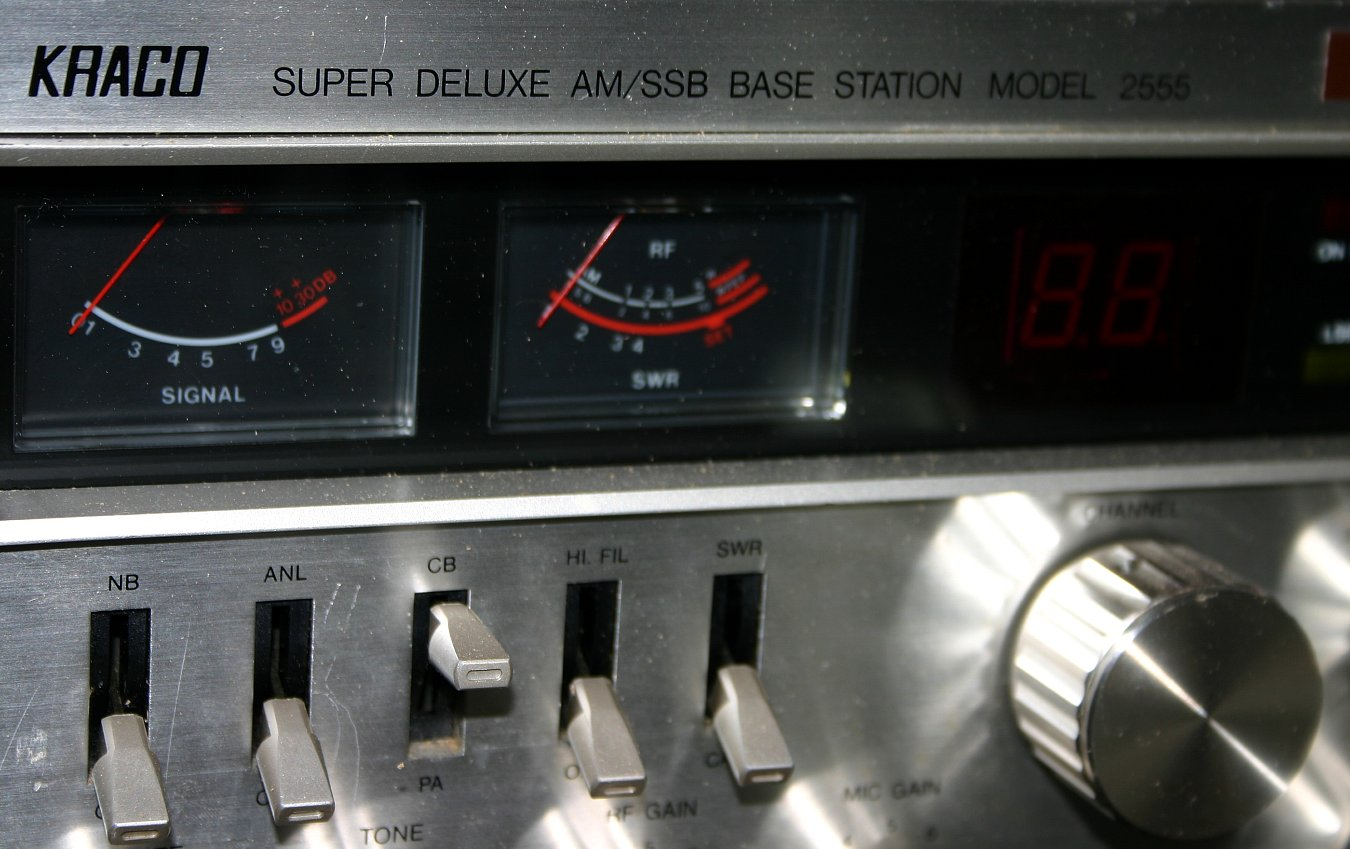
Un émetteur-récepteur de bande citoyenne de la marque Kraco des.

- Kraco Enterprises (en) (États-Unis) : entreprise de fabrication de produits en caoutchouc
- Lexington
- LOUD Technologies (en) (États-Unis, Canada, Royaume-Uni, Chine, Japon) : entreprise d'audio professionnel
- Perfect Timing
- Rowe Furniture
- Scotch & Soda
- Sleep Innovations
- Vince

### Industriel
- Aclara
- ADTI
- Bundy Refrigeration
- Demilec
- Hewden
- NFP Automotive
- Pemco
- Point Blank
- Pop Displays
- Robertshaw
- S&N Communications
- Spectralink
- Trulite
- Vari-Form

### Papier et conditionnement
- Albéa
- Coveris Advanced Coatings (en)
- Paper Works
- Polestar
- Coveris Flexibles France ( FR )

### Soins de santé
- NextPharma

### Autres
- Elix Polymers
- Emerald Performance
- Performance Fibers
- True Textiles